# Représentations diplomatiques au Paraguay

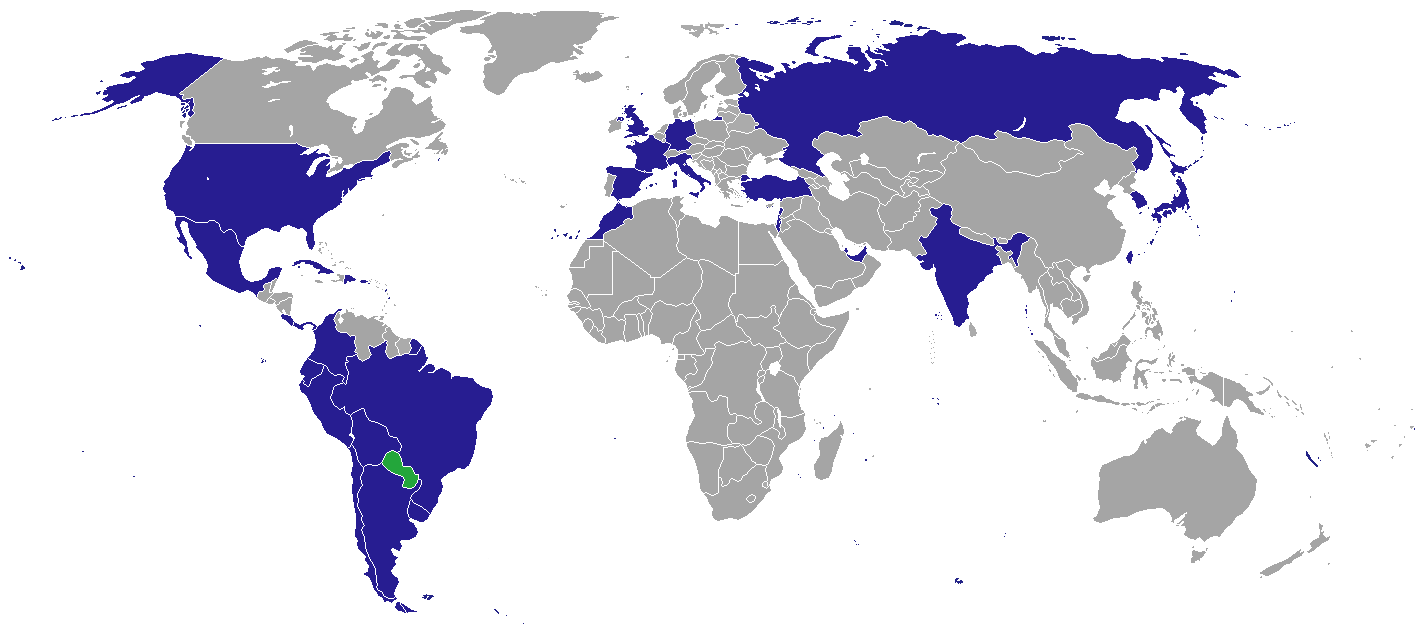
Carte des pays possédant des ambassades au Paraguay

Voici une liste des représentations diplomatiques au Paraguay. Il y a actuellement 31 ambassades et une délégation à Asunción. De nombreux autres pays ont des ambassades non résidentes ou des consulats honoraires.

## Ambassades
| - Allemagne - Argentine - Bolivie - Brésil - Chili - Colombie - Corée du Sud - Costa Rica - Cuba - Espagne - Équateur - États-Unis - France - Guatemala - Israël - Italie | - Japon - Liban - Maroc - Mexique Ordre souverain de Malte - Panama - Pérou - Qatar - République dominicaine - Royaume-Uni - Russie - Taïwan - Turquie - Uruguay - Vatican |

### Autre mission à Asunción
- Union européenne (Délégation)

## Consulats

### Consulats généraux àCiudad del Este
- Argentine
- Brésil
- Taïwan

### Consulats généraux àEncarnación
- Argentine
- Brésil (Vice consulat)
- Japon (Bureau consulaire)

### Consulat général àSalto del Guairá
- Brésil

### Vice consulat àPedro Juan Caballero
- Brésil

### Vice consulat àConcepción
- Brésil

## Anciennes ambassades
- Venezuela

## Ambassades non résidentes

### Brasilia
| - Angola - Chypre - Guinée équatoriale - Guyana - Irak - Mozambique | - Nigeria - Palestine - Singapour - Sri Lanka - Suriname - Trinité-et-Tobago |

### Buenos Aires
| - Afrique du Sud - Albanie - Algérie - Arabie saoudite - Arménie - Australie - Autriche - Azerbaïdjan - Belgique - Bulgarie - Canada - Croatie | - Danemark - Émirats arabes unis - Finlande - Géorgie - Honduras - Hongrie - Inde - Indonésie - Irlande - Koweït - Malaisie - Nicaragua | - Norvège - Nouvelle-Zélande - Pakistan - Pays-Bas - Philippines - Pologne - Portugal - République tchèque - Roumanie - Salvador - Serbie - Slovaquie | - Slovénie - Suède - Syrie - Thaïlande - Ukraine - Viêt Nam |

### Caracas
- Grenade

### Montevideo
- Égypte
- Grèce
- Iran
- Suisse

### Washington
- Islande
- Saint-Christophe-et-Niévès